# Urs Hostettler

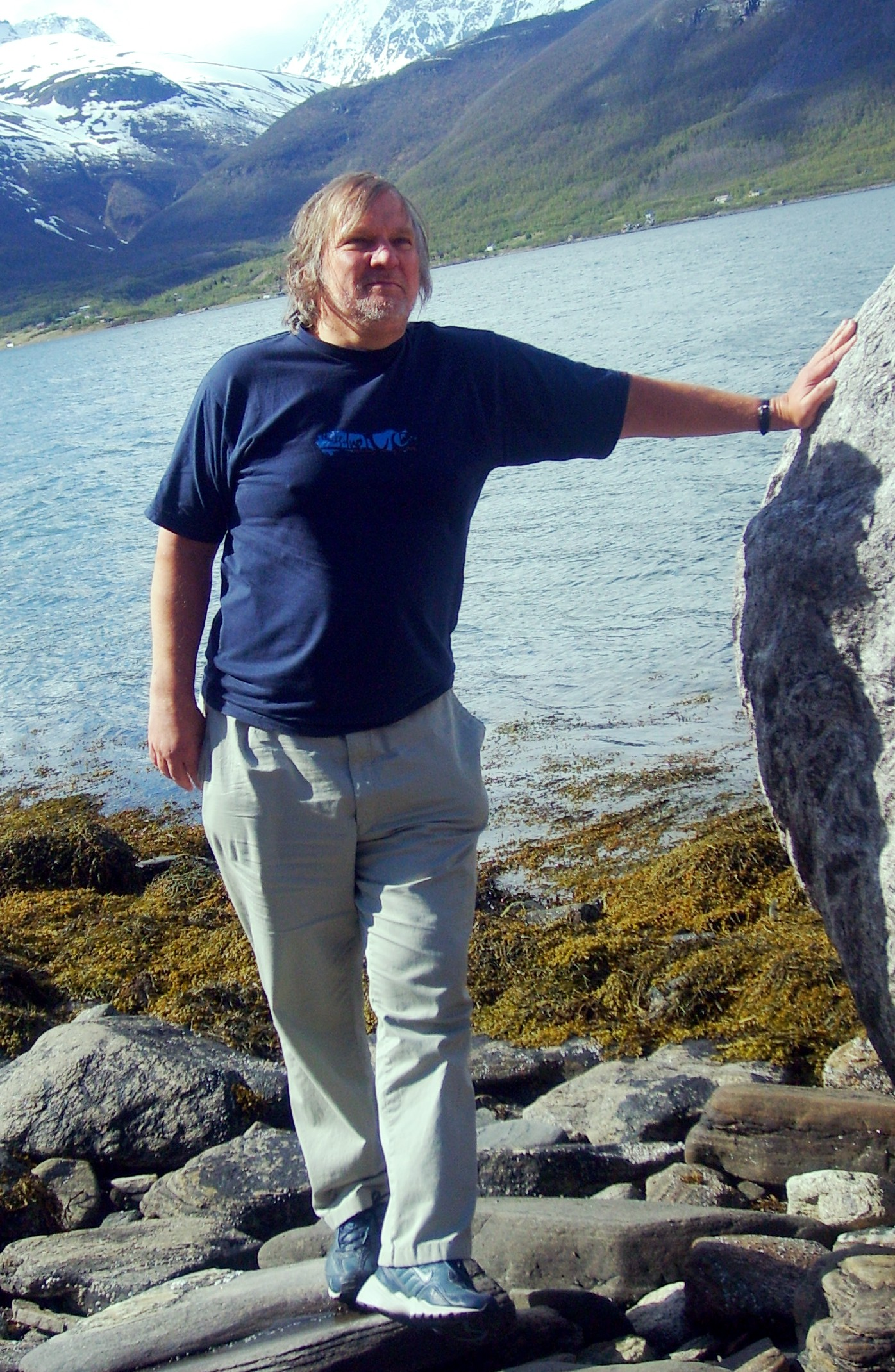
Urs Hostettler im Mai 2007

Urs Hostettler (* 14. August 1949 in Bern) ist ein Schweizer Spieleerfinder, Autor und Liedermacher. Er studierte Mathematik, ist mit einer Psychologin verheiratet und hat zwei Söhne. Die Familie lebt in Bern.

## Genossenschaft und Verkaufsladen
In den 1980er-Jahren veranstaltete eine Gruppe um Urs Hostettler regelmässig Spielabende, an denen unkonventionelle Gesellschaftsspiele gespielt und gelegentlich auch selber entwickelte Prototypen neuer Spiele getestet wurden. Hostettler gründete 1982 mit anderen Mitgliedern dieser Gruppe die Genossenschaft „Fata Morgana“ (Vertrieb von Spielen und Liedermacher-Platten) und später das „DracheNäscht“, einen Verkaufsladen für Spiele und Drachen in der Berner Altstadt.

## Spiele

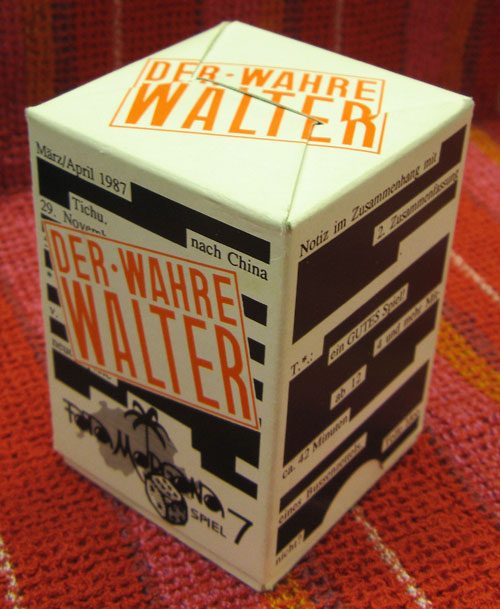
Der wahre Walter: Satire des Fichenskandals

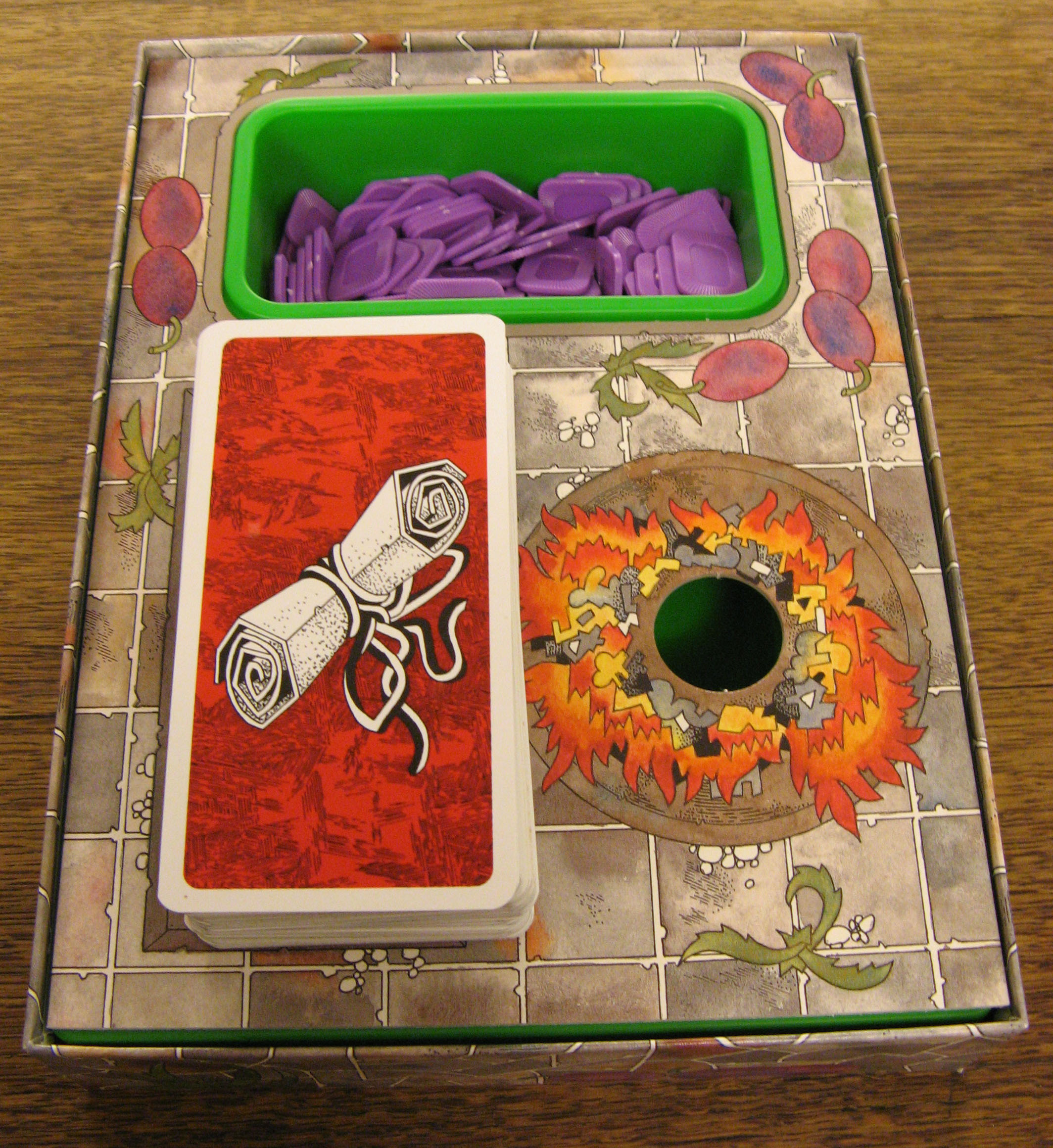
Schraumen auf der Auswahlliste zum „Spiel des Jahres“

Gemeinsam mit dem Kabarettisten Joachim Rittmeyer kreierte er das Wahlspiel, Schicksack und Kreml, wobei letzteres 1987 auf der Auswahlliste zum „Spiel des Jahres“ erschien.
Schicksack ist ein Brettspiel von 1983 für drei bis sechs Spieler ab 12 Jahren. Das Spiel dauert etwa 90 Minuten. Der Name leitet sich ab von Schicksal und Sackgasse. Das Spielbrett und die Karten wurden zusätzlich in einem Stoffsack verkauft. Das Spiel handelt von den schicksalshaften Wendungen im Leben der Spieler. Diese machen während des Ziehens auf dem Brett ihren Weg von der Geburt bis zur Erleuchtung. Die Reaktionen während des Lebenswegs werden auf Kärtchen vorgegeben. Diese zufälligen Reaktionen müssen von den einzelnen Spielern begründet werden können. Ob die Begründung gut oder schlecht war, darüber entscheidet dann eine Jury (die anderen Mitspieler). Die Produktion dieses Spiels wurde eingestellt und ist bei Fata Morgana vergriffen.
Das Wahlspiel von 1983 ist ein Brettspiel, welches die Wahlen in der Schweiz parodiert. Es gibt diverse Karten von Politikern mit spezifischen politischen Zielen. Die Spieler bilden nun eine zufällige Partei mit diesen Karten und können dann zwei Politiker ihrer Wahl ins Rennen für Kantonsratsitze, später dann für Nationalratsitze und am Schluss für einen Sitz im Bundesrat senden (insgesamt drei Spielrunden). Es gibt Ereignisse und Wähler als Karten, die von den Spielern auf gewissen Feldern dazugekauft oder ins Spiel gebracht werden können. Wähler geben ihre Stimmen (Spielchips) vor allem Politikern mit bestimmten Zielen. Ereignisse können auf die Wählerschaft der Kandidaten positiv oder negativ einwirken. Es haben die Kandidaten gewonnen, die am Ende die meisten Stimmen gemacht haben.
Veto ist ein Spielbuch von 1986, in welchem es um Elternverhalten in der Erziehung geht. Auf den Seiten sind Entwicklungsstufen des Kindes von der Geburt bis zum Erwachsenenalter angegeben. Gespielt wird zu zweit. Der eine liest auf der Seite die einzelnen Sätze vor. Zum Beispiel „Du ernährst das Kind. – Du wickelst das Kind. – Du erzählst ihm Märchen. – …“ Bei jedem Satz darf der andere Spieler „Veto“ rufen, wenn er mit der Aussage nicht einverstanden ist. Unter jedem Satz ist ein Verweis auf eine weitere Seite, auf die nun der andere Spieler blättern muss. Dort befindet sich die Seite der Entwicklungsstufe, die aus Konsequenz aus dem Veto zu erwarten wäre. Zum Beispiel wenn bei „Du erzählst ihm Märchen“ ein Veto eingeworfen wurde, so erzieht der Spieler das Kind zu einer realistischen Denkweise. Am Ende des Spiels hat der Mitspieler durch seine Kette von Vetos und Toleranzen dem Kind eines von 100 verschiedenen Schicksalen anerzogen, welche von „Du hörst nie wieder von deinem Kind“ bis „Wird beliebter Bundespräsident“ reichen.
Kreml von 1986 (englische Version Kremlin, herausgegeben von Avalon Hill, Träger eines „Origins Award“ 1988) ist eine Parodie der sowjetischen Politik. Dieses Gesellschaftsspiel lässt sich nicht im klassischen Sinn in die gängigen Spielarten einordnen, da ihm sowohl ein Spielbrett wie auch Spielkarten im herkömmlichen Sinn fehlen. Die Spieler spielen die Rolle grauer Eminenzen, welche hinter Kandidaten stehen, die um Ministerposten bis hinauf zum Amt des Staats- und Parteichefs kämpfen. Nimmt ein Spieler dabei mehr als nötig Einfluss auf das Spielgeschehen, so verrät er seine „Beziehungen“ und macht sich dadurch angreifbar. Kreml stellt insofern ein Kuriosum dar, als man durch weitestgehende Passivität und Unauffälligkeit beste Gewinnchancen wahren kann. Der Spielverlauf nimmt dabei immer wieder überraschende Wendungen.
Das 1989 erschienene Kartenspiel Ein solches Ding kam 1989 auf die Auswahlliste zum „Spiel des Jahres“ und belegte 1990 den 3. Platz beim deutschen Spielepreis. Die Karten tragen je ein Attribut zu einem beliebigen „Ding“ (bsp. „schwimmt“). Das Ziel ist es nun, möglichst viele Karten hinzulegen und trotzdem noch „ein solches Ding“ zu finden, welches alle Attribute erfüllt und auch real existiert oder existieren könnte. Die Spielweise der „Kette“ (viele Karten aneinanderzulegen und evtl. anzuzweifeln) findet sich auch im Spiel Anno Domini wieder. Man kann dieses Spiel deshalb als Vorläufer von Anno Domini bezeichnen.
Der wahre Walter von 1991 ist eine Parodie auf den Schweizer Fichenskandal. Im Spiel geht es darum, auf Karteikarten mit Aussagen mit einem oder zwei zensierten Wörtern passende Ersatzwörter zu finden. Anstelle des ursprünglichen Wortes steht „WALTER“ weiss auf schwarz im Satz. Ein Spieler ist in der Rolle der „Sphinx“, die bei den eingeschwärzten Stellen dasjenige aufschreibt, was zu ihr persönlich passen würde. Diese Aussagen der Sphinx werden „wahre Walter“ genannt. Die Mitspieler versuchen nun, die Antworten zu fälschen, und schreiben auf, was sie für die passendste Antwort der Sphinx halten würden. Die Sphinx liest anschliessend alle Aussagen vor, und die Spieler müssen nun herausfinden, welche Aussagen die richtigen sind.
Tichu von 1991 ist ein Kartenspiel, welches angeblich eine in der Gegend von Nanjing (China) gespielte lokale Variante der vor allem in ostasiatischen Ländern verbreiteten Familie der Climbing Games ist. Die Spielkarten wurden ähnlich wie Cosmic Eidex neu gestaltet und geben dem Spiel nun das eigene Flair.
Auch Schraumen (1992, in Deutschland Schraumeln) stand auf der Auswahlliste zum „Spiel des Jahres“. Es ist ein Kartenspiel, bei dem die Spielregeln durch Schriftrollen (Karten) aufgestellt werden. Es wird um Spielchips (Pflaumen) gespielt. Jeder Spieler ist mehrmals rundherum an der Reihe, seine favorisierten Regeln auszuspielen und weitere Schriftrollen zu versteigern. Gewonnen hat derjenige Spieler, der am Ende die meisten Pflaumen sein Eigen nennen darf.
Die ZeitReise (1993) ist ein von Fata Morgana vertriebenes Spiel, das von Prof. Dr. Werner Meyer und lic. phil. Christoph Döbeli erfunden wurde. Es ist ein Lernspiel für Geschichte und besteht aus verschiedenen Kartonschachteln, die Zeitepochen darstellen, und einigen Spielkarten, die historische Themengebiete, Quellen, Zeitmaschinen etc. verkörpern. Es werden je drei Karten zufällig in drei Kartonschachteln verstaut. Der Spieler oder die Spielerteams reisen nun in die einzelnen Zeitepochen mit einer Zeitmaschine (bestimmte Spielkarten) und können dort nach Quellen und Themen stöbern. In einem Spieldurchgang kann immer nur ein Kästchen besucht und eine Aktion durchgeführt werden. Die Karten werden in den einzelnen Kästchen durch die Spieler neu zusammengestellt. Gewonnen hat der Spieler oder das Team, welches es zuerst schafft, eine komplette Themenserie mit Karten inkl. ihrer Zeitmaschine in einer Epoche zu platzieren.
Cosmic Eidex ist 1998 entstanden und ist eine Abwandlung bzw. Erweiterung des Jass-Spieles mit zusätzlichen Sonderregeln, die vor Spielbeginn ausgelost werden. Es gibt etliche Kombinationen von Sonderregeln.
Anno Domini ist ein Kartenspiel von 1998. Auf den Karten ist auf einer Seite ein historisches Ereignis aufgeschrieben, auf der anderen Seite der genaue geschichtliche Zeitpunkt dieses Ereignisses. Ziel ist es nun, die Ereignisse chronologisch korrekt in einer Kette einzusortieren. Ein Mitspieler kann eine Kette immer anzweifeln; dann muss die Korrektheit überprüft werden. Wenn die Kette nicht chronologisch stimmt, muss der letzte, der eine Karte einsortiert hat, Strafkarten aufnehmen. Stimmt dagegen die Reihenfolge, so muss der Zweifler Strafkarten aufnehmen. Gewonnen hat der Spieler, der als erstes keine Karten mehr besitzt. Bis 2024 wurde Anno Domini über eine Million Mal verkauft.
Wie ich die Welt sehe ist ein Kartenspiel von 2004, welches eine Abwandlung des Spieles Der wahre Walter ist. Ein Spieler liest eine Karte vor, bei der ein oder zwei Wörter ausgelassen wurden. Anstelle freier Antworten muss nun von einer Auswahl von Antwortkarten, die ein Spieler in der Hand hält, die passendste ausgewählt werden. Diese Antwortkarten werden verdeckt abgegeben und gemischt; nun wählt der Spieler, der die Aussage vorgelesen hat, die für ihn passendste aus. Derjenige, der die gewählte Karte gelegt hat, erhält einen Punkt und liest die nächste Aussage vor.
Weitere Spiele von Hostettler sind:
- Hotellife (1990)
- Millionen von Schwalben (2006: Fussball-WM-Spiel)

## Krimispiele
Ab 1993 veranstaltete Urs Hostettler zusammen mit dem Fata-Morgana-Team Krimispiele („Mystery Weekends“). Diese Kulturform enthält Elemente aus Theater, Kriminalroman, logischen Rätseln, Satire und Improvisation.

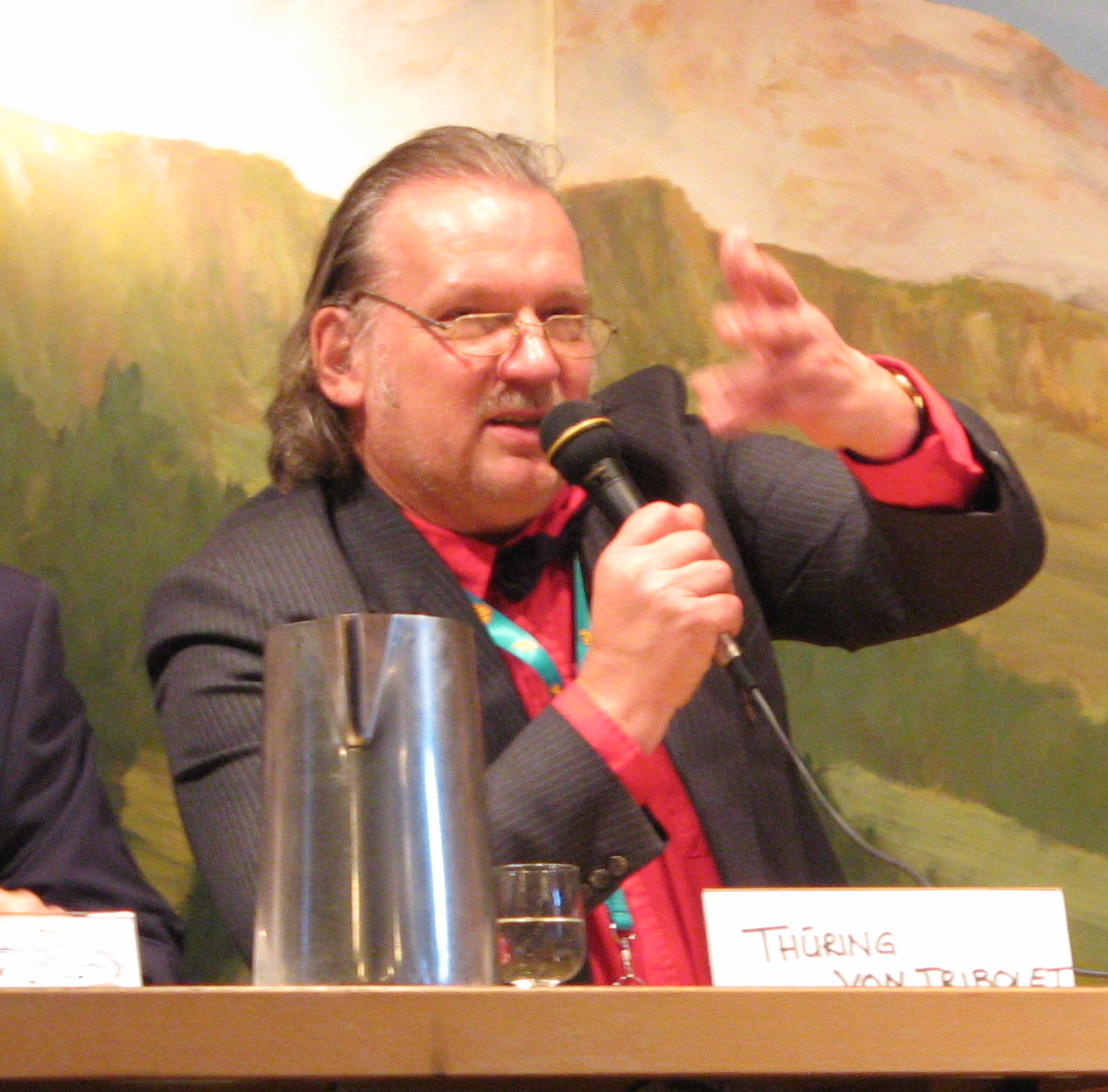
Urs Hostettler als „Thüring von Tribolet“ in Der grosse Aufschwung 2007

- Morsoc (1993): Parodie um Sherlock Holmes. Das Skript handelt von einer suspekten „Moriarty Society“, die Prof. James Moriarty, den Gegenspieler von Sherlock Holmes, verehrt.
- Switch-Timemobil (1994): Parodie auf das Swatch-Mobil von Nicolas Hayek. Der Manager Nicolas Walek führt den Prototyp des Switch-Timemobils, einer Zeitmaschine für jeden, auf einem Erfinderkongress vor.
- Wilhelm Tell Freilichtspiele (1995): Parodie auf die Tell-Freilichtspiele Interlaken[4]
- Annegrethe Schweinetalk Live (1996): Parodie auf Schreinemakers Live von Margarethe Schreinemakers
- Literaturtage (1997): Parodie auf Salman Rushdie und Die satanischen Verse.
- Demolypics (1998): Parodie auf die Bewerbungen neuer Sportarten als olympische Disziplin.
- Der Orden Ford Vox (1999): Sektenparodie
- Operation Tatzelwurm (2000)
- 1912 (2001): Parodie der Belle Époque
- Die Sicherheitsmesse MESS (2003)
- Genie und Wahnsinn (2004): Parodie einer privaten Psychiatrie mit kannibalischen Betreibern
- Der grosse Aufschwung (2007): Parodie diverser politischer Vorgänge: Schweizer Minarettstreit, Forderung von Ulrich Giezendanner nach Formel-1-Rennstrecken etc.

## Musik

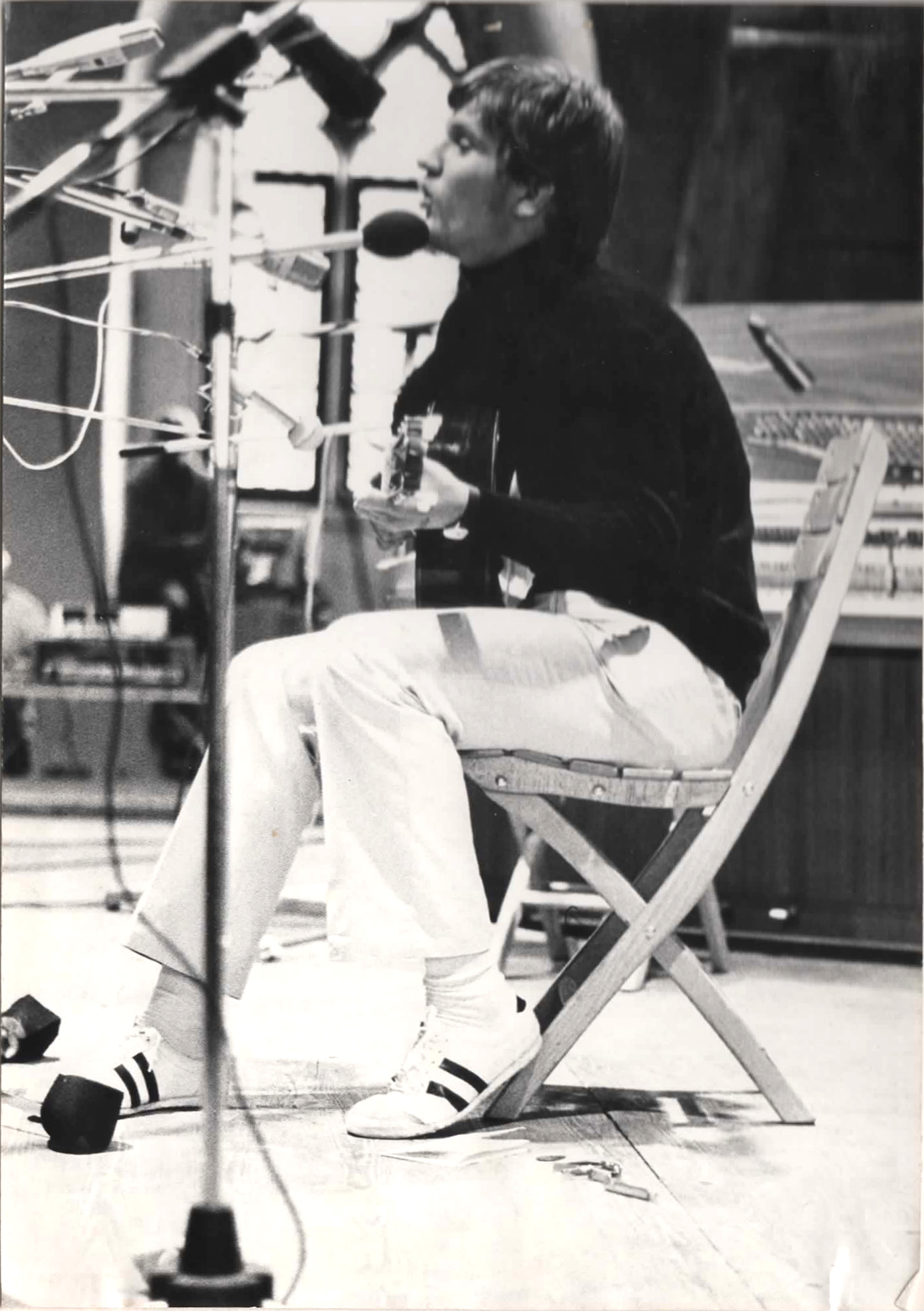
Urs Hostettler 1972 am Folkfestival Lenzburg

1972 trat Urs Hostettler mit berndeutschen Liedern am 1. Folkfestival auf der Lenzburg auf. 1973 schloss er sich mit dem Gitarristen Martin Diem und dem Geiger Luc Mentha zu einem Trio zusammen, das Konzerte mit alten Balladen und Volksmusik gab und zwei Alben aufnahm. 1978 löste sich die Gruppe auf, und Urs Hostettler gründete als Nachfolgeprojekt die Gruppe Gallis Erbe (die Erben des Emmentaler Bauernführers Ueli Galli).
Gallis Erbe besteht aus den folgenden Musikern:
- Christophe Girardin (Geige, Flöte)
- Sepp Reinhardt (Gitarre)
- Märk Würmli (Bass)
- Katharina Siegenthaler Hostettler (Harfe, Mandoline)
- Urs Hostettler (Gesang, Halszither, Gitarre)
- Ursula Morell (Gesang)

1979 erschien von Urs Hostettler das Liederbuch Anderi Lieder mit 120 eher ungewohnten Schweizer Volksliedern und Erläuterungen zu den historischen Hintergründen.
Diskografie
- 1975 FOLK (3 Lps, CBS LSP 13096)
- 1976 HOSTETTLER/DIEM/MENTHA (Image U-764-002)
- 1977 LIEDER & TÄNZ US DR SCHWYZ (Image U-775-006)
- 1978 ÜBERENTWICKLUNG – UNTERENTWICKUNG (Voxpop 4015)
- 1980 GALLIS ERBE (Zytglogge 229)
- 1994 Doppel-CD ANDERI LIEDER (Fata Morgana)

## Schriften
1991 veröffentlichte Hostettler nach zwölfjährigen Recherchen ein Werk über den schweizerischen Bauernkrieg von 1653 mit dem Titel Der Rebell vom Eggiwil. Diese Geschichte im Reportagestil ist auf die Person von Ueli Galli fokussiert und im Zytglogge Verlag Gümligen erschienen. Der Autor erhielt dafür 1992 den Buchpreis der Stadt Bern.

## Preise
- 1983 Anerkennungspreis für Musik Kanton Bern
- 1986 Werkjahr Literatur Stadt und Kanton Bern
- 1992 Buchpreis der Stadt Bern
- 1998 Burgdorfer Bund-Krimipreis (mit Fata Morgana Team)

### Spielepreise
- Spiel des Jahres
  - Kreml: Auswahlliste 1987
  - Ein solches Ding: Auswahlliste 1989
  - Schraumeln: Auswahlliste 1992
  - Wie ich die Welt sehe: Empfehlungsliste 2005
- Der Goldene Pöppel
  - Kreml: 1. Platz 1987, 2. Platz 1988
  - Ein solches Ding: 3. Platz 1989, 3. Platz 1990
- Deutscher Spiele Preis
  - Ein solches Ding: 3. Platz 1990
  - Schraumeln: 5. Platz 1992
- à la carte Kartenspielpreis
  - Tichu: 3. Platz 1992
  - Anno Domini: 3. Platz 1999
  - Wie ich die Welt sehe: 3. Platz 2005
- Origins Award
  - Kreml: 1988
- Niederländischer Spielepreis
  - Tichu: nominiert 2006